# 御画可
御画可（ごかくか）とは、画可（かくか/かっか）とも称し、律令制において詔書・宣命発給の際に行われる手続きで、天皇が太政官の持つ案文に「可」の一文字（ただし、古くは「勅」・「宣」と記す例もある）を書き加えること、またその一文字。

## 概要
天皇の勅裁を得た証とされるとともに、正式に詔書・宣命として発給されることとなった。また、天皇が幼少で摂政が設置されている場合には摂政がこれを代行する場合があった。
中務省から送付された詔書・宣命の案文を受け取った太政官の外記は、案文の確認と問題部分の修正を行った後に施行を請う旨の書き加えてから公卿らに提出し、大臣は自己の姓、大納言は自己の名を自署して大納言が案文を天皇に奏上した（覆奏）。大納言から奉られた案文を受け取った天皇は、詔書の末尾にあたる左上部分に御画可を書き入れて大納言に返給した。太政官は御画可の入った案文を保管して写しを作成し、これに施行を命じる太政官符を添付して詔書・宣命は施行された。
ただし、天皇が幼少であるなどによって摂政が置かれている場合は、摂政がこれを書くのが例である。奈良時代の例に見ると、詔勅に「勅」、「宣」などと書いたものもある。